# Subaru Rex
El Subaru Rex era un cotxe produït per Subaru entre el 1972 i el 1992 per vendre al Japó, tot i que també va ser venut en altres països, com ara Xile.
Era un cotxe de la mateixa categoria que el Suzuki Altoworks, el Mitsubishi Dangun ZZ, el Daihatsu Mira i el Suzuki Cervo.
Recentment ha aconseguit una gran popularitat al Japó. A més a més el nom de Rex és el nom comú del Subaru Impreza WRX, especialment a Austràlia. En altres països s'anomena Ace.
El nom "Rex" prové de la paraula llatina per "rei". En alguns mercats d'exportació, la microfurgoneta Sambar s'ha comercialitzat com a "Rex Combi".